# Kluckbachtal
Das Naturschutzgebiet Kluckbachtal liegt im Gebiet der Stadt Monschau, im Tal zwischen Rohren und Höfen.

## Beschreibung
Die zum Kluckbach gehörenden Zuflüsse entspringen im teilweise intensiv genutzten Grünland des Monschauer Heckenlandes. Am Oberlauf des Kluckbach und der Seitenbäche gibt es mehrere, naturferne Fischteichanlagen. Der linke Hang weiter unten stellt sich als strukturreicher Biotopkomplex mit Magergrünland, Feuchtgrünland, Ginstergebüsch, Heckenresten, Baumreihen aus überwiegend alten Eichen und Erlen und mehreren Streuobstwiesen dar. Im Unterlauf hat der Bach eine Breite von bis zu fünf Metern. Das Bachbett ist hier steinig. An der Mündung in die Rur stockt ein Hainbuchenmischwald.

## Schutzzweck
Geschützt werden sollen die Lebensräume für viele nach der Roten Liste gefährdeten Pflanzen, Pilze und Tiere in NRW.
Die Ziele sind die Erhaltung und Entwicklung folgender natürlicher Lebensräume gemäß Anhang I der FFH-Richtlinie:
- Fließgewässer mit Unterwasservegetation
- feuchte Hochstaudensäume

Das Gebiet hat eine besondere Bedeutung für folgende Pflanzen und Tiere:
- Eisvogel
- Schwarzspecht
- Grauspecht
- Gelbe Narzisse
- Groppe

Diese zu schützenden Biotoptypen sind in diesem Gebiet anzutreffen: natürliche und naturnahe Gewässer, naturnahe und unverbaute Bachabschnitte, Bruch- und Sumpfwälder, Zwergstrauchheiden, Auwälder, Quellbereiche und anstehende Felsen.